# The Dreams of Dylan McKay
The Dreams of Dylan McKay is de tiende aflevering van het vijfde seizoen van het tienerdrama Beverly Hills, 90210, die voor het eerst werd uitgezonden op 9 november 1994.

## Verhaal
Dylan wordt bewusteloos naar het ziekenhuis gebracht, daar wordt hij verder behandeld maar blijft in coma. Hij ervaart veel nachtmerries wat hem onrustig maakt. De zuster die hem behandeld geloofd dat er gevochten wordt voor zijn ziel. De nachtmerries gaan het meeste over dat hij Erica wil redden maar tegengehouden wordt door mensen uit zijn verleden, bv. Suzanne, Kevin, Mevr. Teasly en zijn drugsdealer. Uiteindelijk krijgt hij hulp van zijn overleden vader Jack. Als hij dan Erica kan redden dan wordt hij rustig en ontwaakt vanuit zijn coma en ziet dan dat zijn moeder langs zijn bed zit. Dylan is nog een beetje warrig maar gaat de goede kant op.
Brandon doet mee met een footballwedstrijd die gehouden wordt op de universiteit, hij speelt mee in het team van het KEG huis waar Steve ook lid van is. Ze zijn er niet helemaal met de gedachten bij omdat ze ongerust zijn over Dylan. Als Rush langskomt dan maakt hij meteen commentaar tegen zijn zoon Steve. Dit ergert Steve mateloos en wil dat hij weggaat. Rush gaat niet weg en maakt zich mateloos populair bij het team van Steve. Maar dan denkt Steve aan Dylan en beseft dat hij niet altijd ruzie kan maken met zijn vader en maakt het goed met zijn vader.

## Rolverdeling
- Jason Priestley - Brandon Walsh
- Jennie Garth - Kelly Taylor
- Ian Ziering - Steve Sanders
- Gabrielle Carteris - Andrea Zuckerman
- Luke Perry - Dylan McKay
- Brian Austin Green - David Silver
- Tori Spelling - Donna Martin
- Tiffani Thiessen - Valerie Malone
- Carol Potter - Cindy Walsh
- James Eckhouse - Jim Walsh
- Mark D. Espinoza - Jesse Vasquez
- Joe E. Tata - Nat Bussichio
- Kathleen Robertson - Clare Arnold
- Stephanie Beacham - Iris McKay
- Josh Taylor - Jack McKay
- Ryan Thomas Brown - Morton Muntz
- Kerrie Keane - Suzanne Steele
- Noley Thornton - Erica McKay
- Jed Allan - Rush Sanders
- David Hayward - Kevin Weaver
- Denise Dowse - Yvonne Teasley
- Kristen Dalton – Medische studente Jamie Young
- Clayton Rohner - Dr Fox
- Jon Gries - Drugs dealer